# 進藤卓
進藤 卓（しんどう すぐる）は、日本テレビ放送網の元チーフプロデューサーである。進藤が異動した後の番組は大山昌作、政橋雅人などが引き継いだ。過去には、日テレイベンツ（旧日本テレビエンタープライズ）の代表取締役社長だった。
学歴
１９６９年成城大学経済学部卒業

## 職歴
- 2002年 - 2003年頃 編成局次長
- 2004年 中山良夫から一部の番組を引き継ぐ形でチーフプロデューサー
- 2005年 報道局業務管理担当総務部長
- 2006年 現職。
- 2008年 社長退く。

## 主な担当番組
いずれもチーフプロデューサー（CP）名義である。
- ぶらり途中下車の旅
- いつみても波瀾万丈
- スーパーテレビ情報最前線
- ザ!世界仰天ニュース